# Gildardo García
Gildardo García (9 de març de 1954 - 15 de gener de 2021) va ser un jugador d'escacs colombià.

## Biografia
García es va convertir en el segon Gran Mestre de Colòmbia el 1992. La seva màxima puntuació Elo va ser de 2540 (el juliol de 1994) i ocupava el 14è lloc a Colòmbia en el moment de la seva mort.
Va guanyar el campionat nacional colombià 10 vegades, els anys 1977, 1978, 1985, 1986, 1987, 1990, 1991, 1995, 2003 i 2006. El 1974, va guanyar el Campionat Panamericà Júnior d'escacs inaugural. Va jugar nombrosos cops representant Colòmbia a les olimpíades d'escacs.
Va morir de COVID-19 a Medellín el 15 de gener de 2021, durant la pandèmia de COVID-19 a Colòmbia.